# Liste der britischen Weihnachts-Nummer-eins-Hits
Im Vereinigten Königreich besitzen die Weihnachts-Nummer-eins-Hits (Christmas number ones) in den offiziellen UK Singles Charts einen hohen Stellenwert, da die Verkaufszahlen von Tonträgern in der Woche vor Weihnachten traditionell am höchsten sind. Die Single-Charts an diesem Feiertag anzuführen, gilt als außerordentlich prestigeträchtig, weitaus mehr als an jedem anderen Tag des Jahres. Besonders beliebt sind Novelty Songs, Lieder für wohltätige Zwecke und Lieder mit einer Weihnachtsthematik. Viele der Weihnachts-Nummer-eins-Hits führten auch die Liste der meistverkauften Singles des entsprechenden Jahres an.

## Geschichte
Die offiziellen UK Singles Charts wurden erstmals 1952 im Magazin New Musical Express veröffentlicht. In den ersten zwei Jahrzehnten gab es noch keine spürbar erhöhte Medienaufmerksamkeit für die Nummer-eins-Position an Weihnachten. Dies änderte sich 1973, als die Glam-Rock-Band Slade zweieinhalb Wochen vor Weihnachten die Single Merry Xmas Everybody veröffentlichte und damit alle bisherigen Verkaufsrekorde übertraf. In den folgenden Jahren führte dies dazu, dass viele bekannte Künstler versuchten, ihre Lieder möglichst präzise auf diesen Zeitpunkt hin in die Charts zu bringen.
Seit den frühen 2000er Jahren werden die Weihnachts-Nummer-eins-Hits von Reality-TV-Shows dominiert, deren Gewinner oft in der Woche vor Weihnachten direkt auf dem ersten Platz in die Charts einsteigen. 2002 belegten Singles von Teilnehmern der Show Popstars: The Rivals sogar die ersten drei Plätze. Von 2005 bis 2008 sowie in den Jahren 2010, 2013 und 2014 führten die jeweiligen Sieger von The X Factor die Single-Charts an. Aufgrund dieser Dominanz begannen Buchmacher im Jahr 2007, Wetten für den zweiten Platz anzunehmen.
An Weihnachten 2009 platzierte sich Rage Against the Machine nach einer erfolgreichen, explizit gegen The X Factor gerichteten Facebook-Kampagne vor dem favorisierten Joe McElderry auf dem ersten Platz, mit der 17 Jahre zuvor veröffentlichten Single Killing in the Name. Dieses Lied war der erste Weihnachts-Nummer-eins-Hit, der ausschließlich per Download erhältlich gewesen war; es stellte auch einen neuen britischen Download-Rekord auf. Ähnliche Kampagnen im folgenden Jahr zugunsten von Biffy Clyro, John Cage und The Trashmen blieben ohne Erfolg. 2011 schlugen die Military Wives (Teilnehmer der Show The Choir) die X-Factor-Gewinner Little Mix. Auch 2012 musste The X Factor eine Niederlage hinnehmen, als sich die Supergroup The Justice Collective vor James Arthur platzierte. Seit 2018 konnte LadBaby mit Parodien für die Tafel-Wohltätigkeitsorganisation The Trussell Trust den ersten Platz vier Mal in Folge gewinnen.

## Rekorde
LadBaby gelang es von 2018 bis 2022 fünfmal in Folge, an Weihnachten auf Platz 1 zu stehen. Die Beatles erreichten insgesamt viermal an Weihnachten den ersten Platz, davon dreimal in Folge von 1963 bis 1965. An Weihnachten 1963 und 1967 belegten die Beatles sowohl den ersten als auch den zweiten Platz der Charts. Dies gelang ebenso George Michael im Jahr 1984, wenn auch als Teil zweier Gruppen: Band Aid auf Platz 1 und Wham! (mit Last Christmas) auf Platz 2. Ed Sheeran und Elton John waren 2021 als Featuring-Künstler am ersten Platz von LadBaby beteiligt, und konnten mit ihrem eigenen Song (Merry Christmas), der als Vorlage für den ersten Platz fungierte, den zweiten Platz erreichen.
Paul McCartney war acht Mal an Weihnachten auf Platz 1 (Beatles, Wings, Band Aid, The Justice Collective). Cliff Richard war zweimal als Solokünstler erfolgreich sowie je einmal mit The Shadows und Band Aid. Die Spice Girls egalisierten von 1996 bis 1998 den damaligen Rekord der Beatles von drei Weihnachts-Nummer-eins-Hits in Folge. Das Spice-Girl-Mitglied Melanie C fügte 2012 als Teil von The Justice Collective einen vierten Weihnachtshit hinzu, während Robbie Williams bei dieser Gelegenheit seinen dritten Weihnachtshit verzeichnete.
Bohemian Rhapsody von Queen (1975 und 1991) und Last Christmas (2023 und 2024) von Wham! sind die beiden Lieder, die jeweils zweimal Weihnachts-Nummer-eins-Hits wurden. Zwar hielt Do They Know It’s Christmas? dreimal die Chartspitze an Weihnachten, doch handelt es sich dabei um drei unterschiedliche Aufnahmen mit jeweils anderen Künstlern. Mary’s Boy Child ist der einzige Weihnachtshit für zwei Künstler ohne jeglichen Bezug zueinander (Harry Belafonte 1957 und Boney M. 1978). Die Originalversion von Do They Know It’s Christmas? aus dem Jahr 1984 ist die am zweitmeisten verkaufte Single in der britischen Musikgeschichte.

## Liste

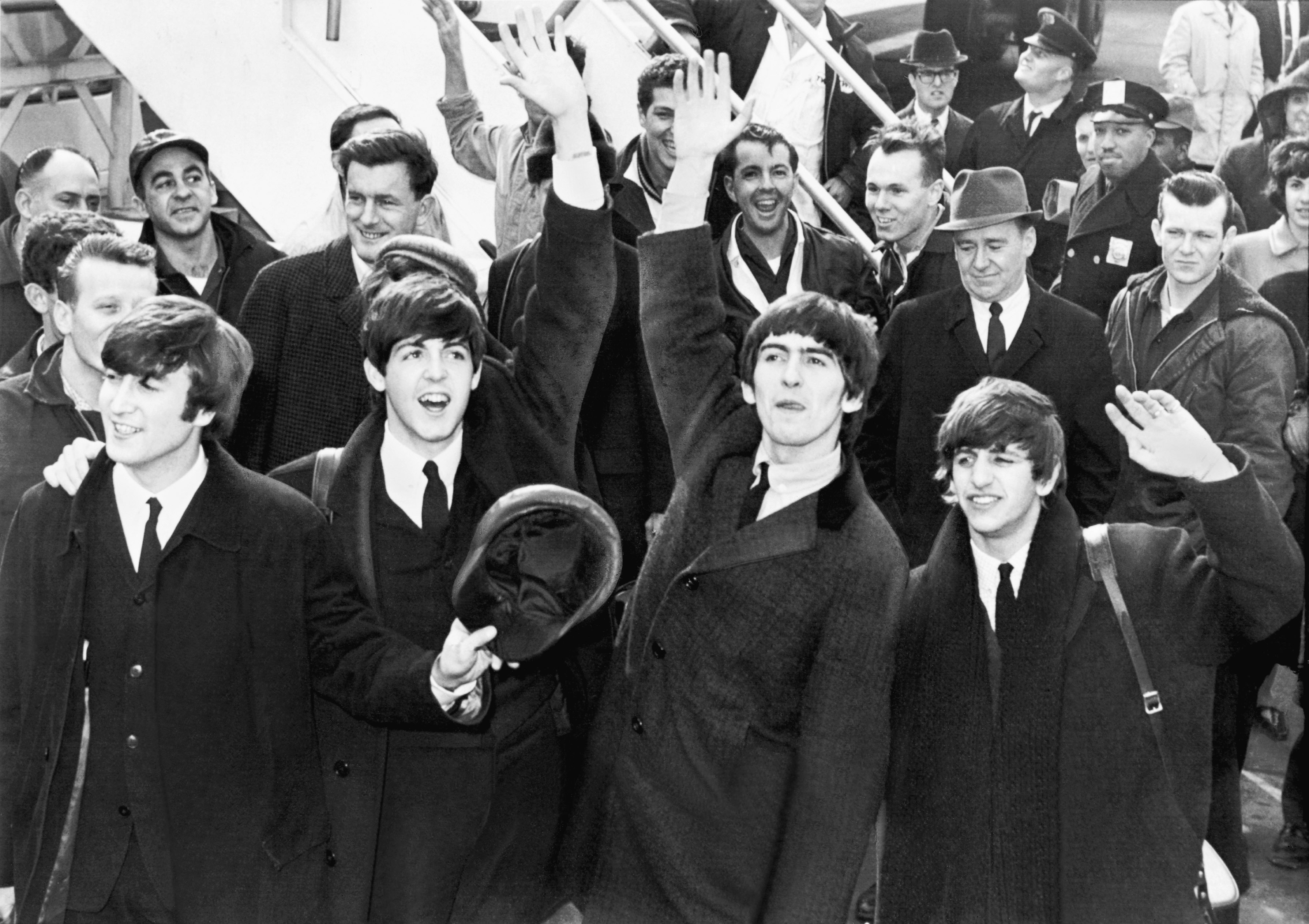
The Beatles hatten vier Weihnachts-Nummer-eins-Hits in den 1960er Jahren, drei davon in Folge

Bob Geldof, Initiator der wohltätigen Supergroup Band Aid, die in drei verschiedenen Zusammensetzungen einen Weihnachts-Nummer-eins-Hit landete

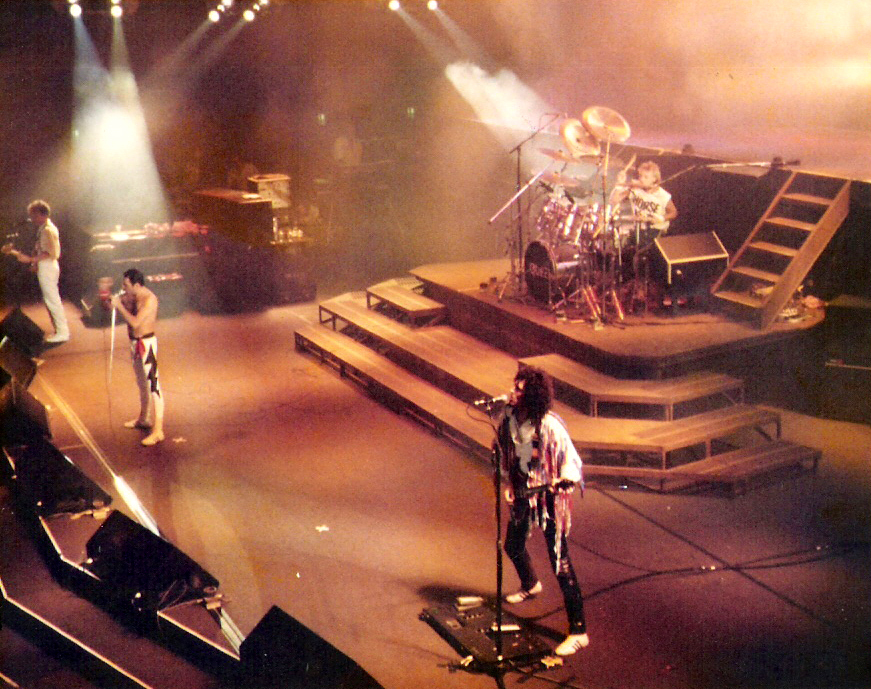
Bohemian Rhapsody von Queen war 1975 und 1991 die Nummer eins an Weihnachten

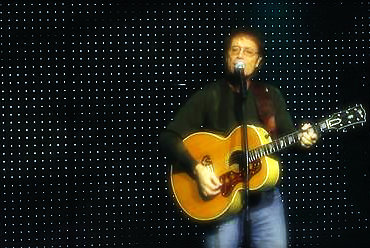
Cliff Richard führte viermal an Weihnachten die Charts an

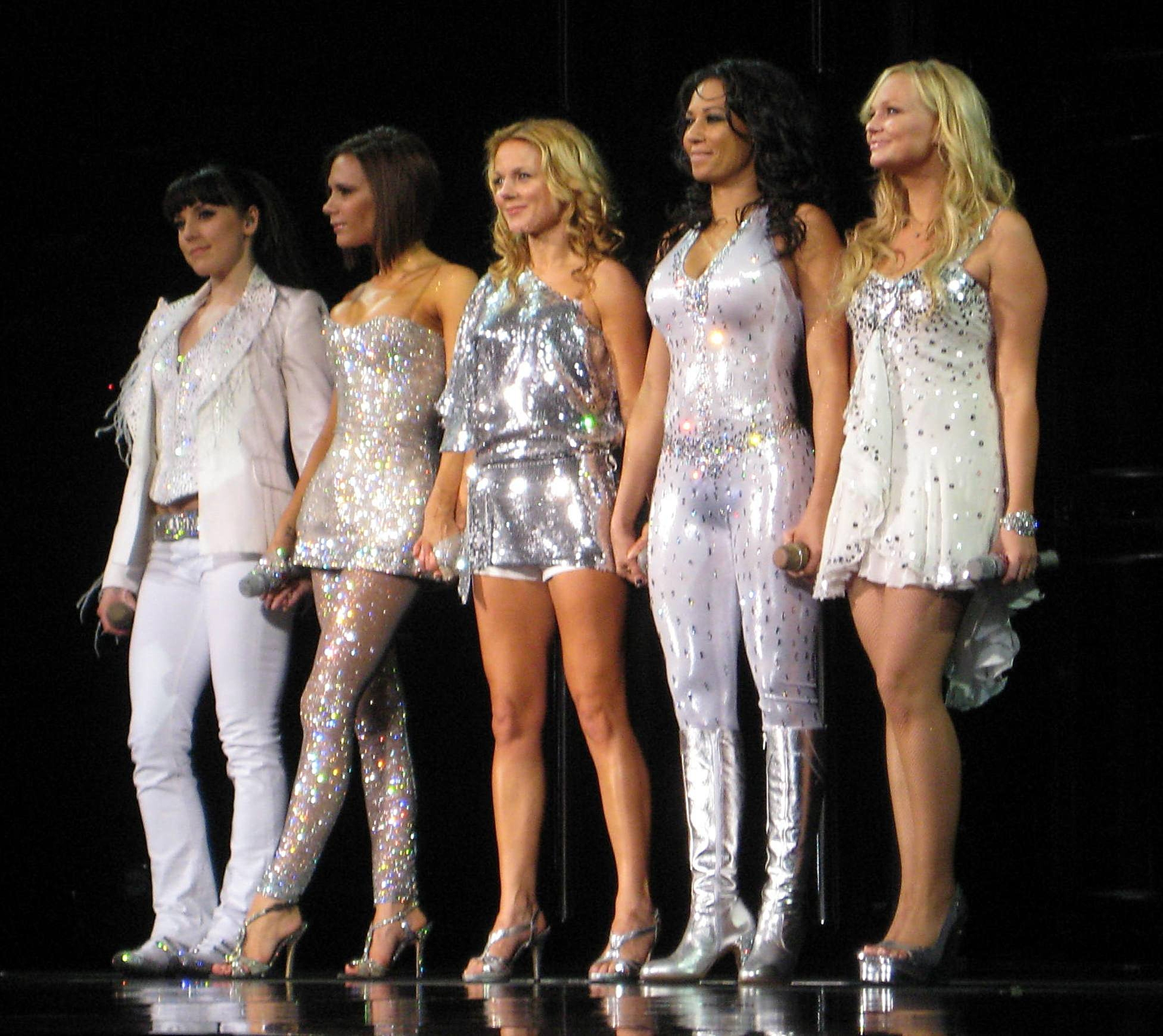
Die Spice Girls hatten in den 1990er Jahren dreimal in Folge einen Weihnachts-Nummer-eins-Hit

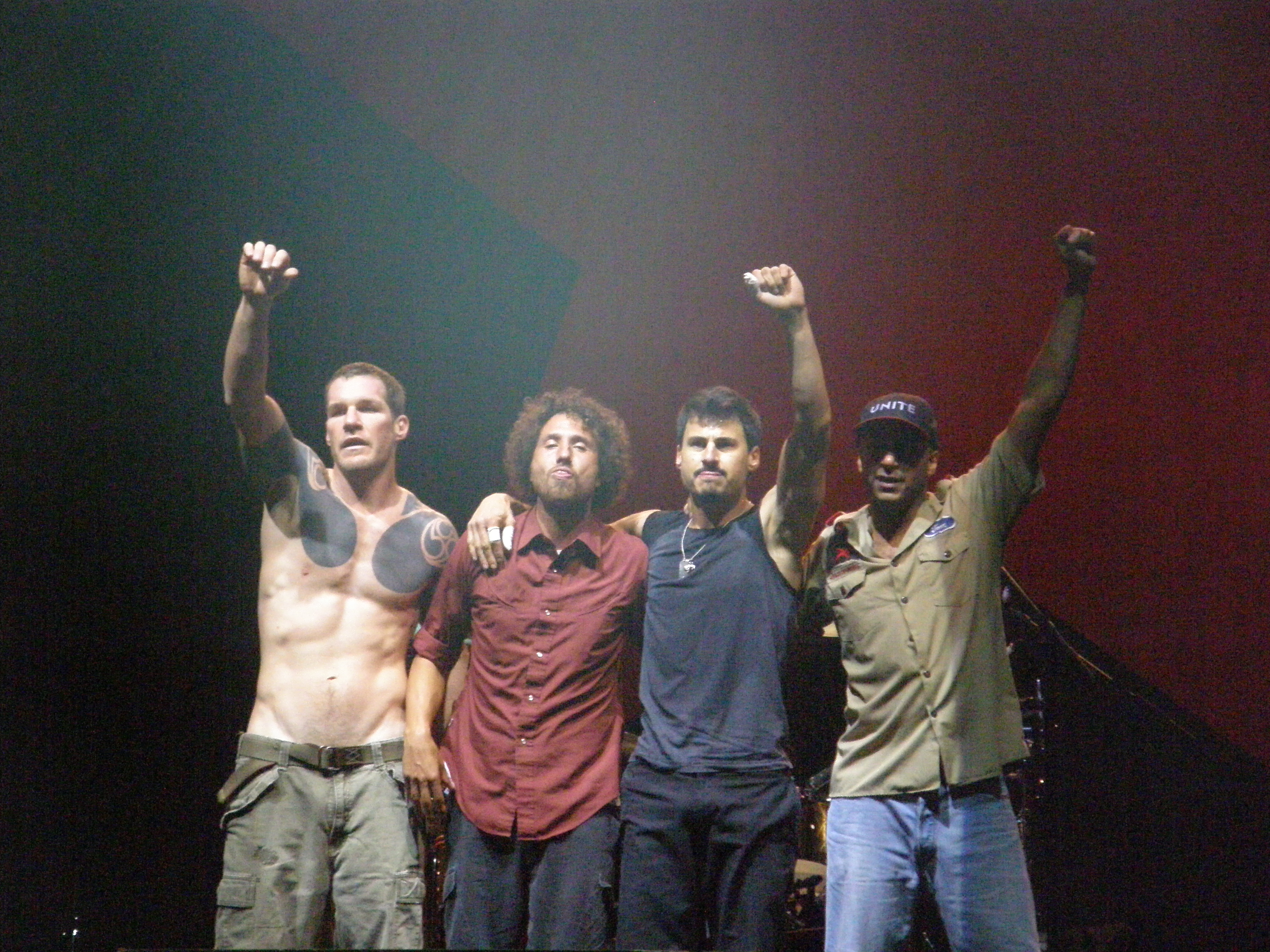
Rage Against the Machine, deren Lied Killing in the Name 2009 die Chartspitze an Weihnachten erreichte, 17 Jahre nach der ersten Veröffentlichung

| Jahr | Interpret                                 | Lied                                                |
| ---- | ----------------------------------------- | --------------------------------------------------- |
| 1952 | Al Martino                                | Here in My Heart                                    |
| 1953 | Frankie Laine                             | Answer Me                                           |
| 1954 | Winifred Atwell                           | Let’s Have Another Party                            |
| 1955 | Dickie Valentine                          | Christmas Alphabet                                  |
| 1956 | Johnnie Ray                               | Just Walkin’ in the Rain                            |
| 1957 | Harry Belafonte                           | Mary’s Boy Child                                    |
| 1958 | Conway Twitty                             | It’s Only Make Believe                              |
| 1959 | Emile Ford and the Checkmates             | What Do You Want to Make Those Eyes at Me For?      |
| 1960 | Cliff Richard und The Shadows             | I Love You                                          |
| 1961 | Danny Williams                            | Moon River                                          |
| 1962 | Elvis Presley                             | Return to Sender                                    |
| 1963 | The Beatles                               | I Want to Hold Your Hand                            |
| 1964 | The Beatles                               | I Feel Fine                                         |
| 1965 | The Beatles                               | Day Tripper / We Can Work It Out                    |
| 1966 | Tom Jones                                 | Green, Green Grass of Home                          |
| 1967 | The Beatles                               | Hello, Goodbye                                      |
| 1968 | The Scaffold                              | Lily the Pink                                       |
| 1969 | Rolf Harris                               | Two Little Boys                                     |
| 1970 | Dave Edmunds                              | I Hear You Knocking                                 |
| 1971 | Benny Hill                                | Ernie (The Fastest Milkman in the West)             |
| 1972 | Jimmy Osmond                              | Long Haired Lover from Liverpool                    |
| 1973 | Slade                                     | Merry Xmas Everybody                                |
| 1974 | Mud                                       | Lonely This Christmas                               |
| 1975 | Queen                                     | Bohemian Rhapsody                                   |
| 1976 | Johnny Mathis                             | When a Child Is Born (Soleado)                      |
| 1977 | Wings                                     | Mull of Kintyre / Girls’ School                     |
| 1978 | Boney M.                                  | Mary’s Boy Child – Oh My Lord                       |
| 1979 | Pink Floyd                                | Another Brick in the Wall (Part 2)                  |
| 1980 | St Winifred’s School Choir                | There’s No One Quite Like Grandma                   |
| 1981 | The Human League                          | Don’t You Want Me                                   |
| 1982 | Renée and Renato                          | Save Your Love                                      |
| 1983 | The Flying Pickets                        | Only You                                            |
| 1984 | Band Aid                                  | Do They Know It’s Christmas?                        |
| 1985 | Shakin’ Stevens                           | Merry Christmas Everyone                            |
| 1986 | Jackie Wilson                             | Reet Petite                                         |
| 1987 | Pet Shop Boys                             | Always on My Mind                                   |
| 1988 | Cliff Richard                             | Mistletoe and Wine                                  |
| 1989 | Band Aid II                               | Do They Know It’s Christmas?                        |
| 1990 | Cliff Richard                             | Saviour’s Day                                       |
| 1991 | Queen                                     | Bohemian Rhapsody / These Are the Days of Our Lives |
| 1992 | Whitney Houston                           | I Will Always Love You                              |
| 1993 | Mr. Blobby                                | Mr. Blobby                                          |
| 1994 | East 17                                   | Stay Another Day                                    |
| 1995 | Michael Jackson                           | Earth Song                                          |
| 1996 | Spice Girls                               | 2 Become 1                                          |
| 1997 | Spice Girls                               | Too Much                                            |
| 1998 | Spice Girls                               | Goodbye                                             |
| 1999 | Westlife                                  | I Have a Dream / Seasons in the Sun                 |
| 2000 | Bob the Builder                           | Can We Fix It?                                      |
| 2001 | Robbie Williams und Nicole Kidman         | Somethin’ Stupid                                    |
| 2002 | Girls Aloud                               | Sound of the Underground                            |
| 2003 | Michael Andrews und Gary Jules            | Mad World                                           |
| 2004 | Band Aid 20                               | Do They Know It’s Christmas?                        |
| 2005 | Shayne Ward                               | That’s My Goal                                      |
| 2006 | Leona Lewis                               | A Moment Like This                                  |
| 2007 | Leon Jackson                              | When You Believe                                    |
| 2008 | Alexandra Burke                           | Hallelujah                                          |
| 2009 | Rage Against the Machine                  | Killing in the Name                                 |
| 2010 | Matt Cardle                               | Many of Horror                                      |
| 2011 | Military Wives mit Gareth Malone          | Wherever You Are                                    |
| 2012 | The Justice Collective                    | He Ain’t Heavy, He’s My Brother                     |
| 2013 | Sam Bailey                                | Skyscraper                                          |
| 2014 | Ben Haenow                                | Something I Need                                    |
| 2015 | Lewisham & Greenwich NHS Choir            | A Bridge Over You                                   |
| 2016 | Clean Bandit feat. Sean Paul & Anne-Marie | Rockabye                                            |
| 2017 | Ed Sheeran                                | Perfect                                             |
| 2018 | LadBaby                                   | We Built This City on Sausage Rolls                 |
| 2019 | LadBaby                                   | I Love Sausage Rolls                                |
| 2020 | LadBaby                                   | Don’t Stop Me Eatin’                                |
| 2021 | LadBaby feat. Ed Sheeran & Elton John     | Sausage Rolls for Everyone                          |
| 2022 | LadBaby                                   | Food Aid                                            |
| 2023 | Wham!                                     | Last Christmas                                      |
| 2024 | Wham!                                     | Last Christmas                                      |

## Rezeption
In dem Spielfilm Tatsächlich… Liebe dreht sich eine der verwobenen Episoden um einen Song, der an Heiligabend auf Platz eins der Charts landet (Billy Mack und Joe).

## Anmerkung
1. 1 2 3 4  Als Doppel-A-Seite veröffentlicht.